# Kazachstaanse fluithaas
De Kazachstaanse fluithaas (Ochotona opaca) is een zoogdier uit de familie van de fluithazen (Ochotonidae). De soort is endemisch in Kazachstan en wordt gevonden op hoogtes van 400 tot 1.000 meter in semi-woestijngebieden met rotsen en struwelen. De Kazachstaanse fluithaas werd vroeger beschouwd als populatie van de Mongoolse fluithaas, voordat het werd afgesplitst als aparte soort.
De Kazachstaanse fluithaas is middelgroot. Zijn dorsale vacht is okerachtig grijs. Zijn ventrale vacht is zandkleurig of witachtig. In de winter is zijn dorsale vacht lang, zacht en geelachtig grijs en zijn buik is witachtig. De haren boven de halsklier vormen een kleine bruine vlek. Zijn oren zijn afgerond, met lichte randen.
Altaifluithaas (O. alpina) · Ochotona argentata · Ochotona cansus · Alaskafluithaas (O. collaris) · Ochotona coreana · Zwartlipfluithaas (O. curzoniae) · Daurische fluithaas (O. dauurica) · Chinese rode fluithaas (O. erythrotis) · Ochotona flatcalvariam · Forrest's fluithaas (O. forresti) · Ochotona hoffmanni · Ochotona huanglongensis · Noordelijke fluithaas (O. hyperborea) · Ili fluithaas (O. iliensis) · Koslov's fluithaas (O. koslowi) · Ladak fluithaas (O. ladacensis) · Grootoorfluithaas (O. macrotis) · Ochotona mantchurica · Ochotona nubrica · Ochotona opaca · Mongoolse fluithaas (O. pallasi) · Noord-Amerikaanse fluithaas (O. princeps) · Dwergfluithaas (O. pusilla) · Ochotona qionglaiensis · Himalayafluithaas (O. roylei) · Perzische fluithaas (O. rufescens) · Rode fluithaas (O. rutila) · Ochotona sacraria · Ochotona sikimaria · Ochotona syrinx · Tibetaanse fluithaas (O. thibetana) · Ochotona thomasi · Ochotona turuchanensis · Ochotona vizier